# Прогресс (Темрюкский район)
Прогре́сс — посёлок в Темрюкском районе Краснодарского края.
Входит в состав Новотаманского сельского поселения.

## Население
| 2002 | 2010  |
| ---- | ----- |
| 1215 | ↗1314 |

## Улицы
| - ул. Абрикосовая, - ул. Виноградная, - ул. Гагарина, - ул. Гаражная, - ул. Комсомольская, - ул. Крайняя, | - ул. Ленина, - ул. Лиманная, - ул. Мартыненко, - ул. Мира, - ул. Октябрьская, - ул. Парковая, | - ул. Полевая, - пер. Северный, - ул. Степная, - ул. Таманская, - ул. Юбилейная. |